# Morphismus
In der Kategorientheorie (einem Teilgebiet der Mathematik) betrachtet man sogenannte (abstrakte) Kategorien, die jeweils gegeben sind durch eine Klasse von Objekten und für je zwei Objekte {\displaystyle X} und {\displaystyle Y} eine Klasse von Morphismen von {\displaystyle X} nach {\displaystyle Y} (auch als Pfeile bezeichnet).
Man schreibt:
{\displaystyle f\colon X\to Y}.
Zu der Kategorie gehört noch eine partielle Verknüpfung der Morphismen, die bestimmte Bedingungen erfüllen muss.
Interpretiert man Mengen mit gleicher Struktur als Objekte und die Funktionen zwischen den zugrunde liegenden Mengen, die mit deren Struktur verträglich sind, als zugehörige Morphismen, so spricht man von einer konkreten Kategorie. Die Verknüpfung der Morphismen entspricht dann der gewöhnlichen Hintereinanderausführung von Funktionen. Es gibt aber auch ganz anders gebildete konkrete Kategorien, in denen Morphismen nicht als Funktionen zwischen den Objekten auftreten, etwa die Kategorie Toph, deren Objekte topologische Räume und deren Morphismen Homotopieklassen stetiger Funktionen sind, oder die Kategorie Rel, deren Objekte Mengen und deren Morphismen Relationen sind.

## Beispiele
Konkrete Beispiele von Morphismen sind Homomorphismen der Kategorien, die in der Algebra studiert werden (z. B. Gruppen oder Ringe), stetige Funktionen zwischen topologischen Räumen, differenzierbare Funktionen zwischen differenzierbaren Mannigfaltigkeiten.
Jede Quasiordnung {\displaystyle (M,\lesssim )} definiert eine Kategorie, in der die Objekte die Elemente von {\displaystyle M} sind und ein Morphismus {\displaystyle x\to y} genau dann existiert, wenn {\displaystyle x\lesssim y}.
In einer Funktorkategorie sind die Morphismen die natürlichen Transformationen zwischen den Funktoren.
Für manche Kategorien gibt es besondere Bezeichnungen für Morphismen.
- Ein Homöomorphismus ist ein Isomorphismus zwischen topologischen Räumen.
- Ein Diffeomorphismus ist ein Isomorphismus zwischen differenzierbaren Mannigfaltigkeiten.
- Eine Isometrie ist ein Isomorphismus in der Kategorie der metrischen Räumen mit den nichtexpansiven stetigen Abbildungen.
- Eine lineare Abbildung ist ein (Homo-)Morphismus zwischen Vektorräumen.

## Verknüpfung
Die Verknüpfung (Hintereinanderausführung, Komposition) von Morphismen, in Zeichen: {\displaystyle \circ }, wird oft in einem kommutativen Diagramm dargestellt, beispielsweise

## Typen
- Jedes Objekt {\displaystyle X} einer Kategorie hat einen identischen Morphismus, geschrieben {\displaystyle \operatorname {id} _{X}\colon X\to X,} der für alle Morphismen {\displaystyle f\colon X\to Y} ein rechtsneutrales Element und für alle Morphismen {\displaystyle g\colon Y\to X} ein linksneutrales Element der Komposition ist, sodass stets {\displaystyle f\circ \operatorname {id} _{X}=f} und {\displaystyle \operatorname {id} _{X}\circ g=g} gilt.
- Wenn ein Morphismus {\displaystyle f\colon X\to Y} eine Rechtsinverse besitzt, d. h. wenn es einen Morphismus {\displaystyle g\colon Y\to X} mit {\displaystyle f\circ g=\operatorname {id} _{Y}} gibt, dann heißt {\displaystyle f} Retraktion. Analog bezeichnet man mit Schnitt (Sektion, Koretraktion) einen Morphismus, der eine Linksinverse besitzt.
- Ist {\displaystyle f\colon X\to Y} sowohl eine Retraktion als auch eine Sektion, dann heißt {\displaystyle f} Isomorphismus. In dem Fall können die Objekte {\displaystyle X} und {\displaystyle Y} als gleichartig innerhalb ihrer Kategorie betrachtet werden (Isomorphismen sind beispielsweise in der konkreten Kategorie der Mengen die bijektiven Abbildungen).
- Ein Morphismus von {\displaystyle X} nach {\displaystyle X} heißt Endomorphismus von {\displaystyle X.}
- Ein Endomorphismus, der gleichzeitig ein Isomorphismus ist, heißt Automorphismus.
- Ein Morphismus {\displaystyle f\colon X\to Y} mit folgender Eigenschaft heißt Epimorphismus:
Sind {\displaystyle g,h\colon Y\to Z} beliebige Morphismen mit {\displaystyle g\circ f=h\circ f}, dann ist stets {\displaystyle g=h} (z. B. ist jeder surjektive Homomorphismus ein Epimorphismus).
- Ein Morphismus {\displaystyle f\colon X\to Y} mit folgender Eigenschaft heißt Monomorphismus:
Sind {\displaystyle g,h\colon W\to X} beliebige Morphismen mit {\displaystyle f\circ g=f\circ h}, dann ist stets {\displaystyle g=h} (z. B. ist jeder injektive Homomorphismus ein Monomorphismus).
- Ein Epimorphismus {\displaystyle f} heißt extremal wenn aus {\displaystyle f=v\circ w} und {\displaystyle v} ist ein Monomorphismus, stets folgt: {\displaystyle v} ist ein Isomorphismus.
- Ein Monomorphismus {\displaystyle f} heißt extremal, wenn aus {\displaystyle f=w\circ v} und {\displaystyle v} ist ein Epimorphismus, stets folgt {\displaystyle v} ist ein Isomorphismus.
- Ist {\displaystyle f} sowohl ein Epimorphismus als auch ein Monomorphismus, dann ist {\displaystyle f} ein Bimorphismus. Nicht jeder Bimorphismus ist ein Isomorphismus. Es ist jedoch jeder Morphismus ein Isomorphismus, der Epimorphismus und Sektion, oder Monomorphismus und Retraktion ist.
Ein Beispiel für einen Bimorphismus, der kein Isomorphismus ist, liefert die Einbettung der ganzen Zahlen in die rationalen Zahlen als Homomorphismus von Ringen.